# Банк Финляндии
Банк Финляндии (фин. Suomen Pankki, швед. Finlands Bank) — центральный банк Финляндской Республики, входит в Европейскую систему центральных банков. Четвёртый из старейших центральных банков мира. Банк выпускал и регулировал финляндскую марку до 1999 года, когда её сменила общеевропейская валюта евро.
Банком с 2004 году руководит Эркки Лииканен. В мае 2018 года новым генеральным директором банка был утверждён политик Олли Рен, он вступил в должность 12 июля 2018 года.

## История
Банк Финляндии был учреждён императором Александром I 1 марта 1811 года в Турку, столице Великого княжества Финляндского. Чуть более чем через месяц, 12 апреля, столицей был объявлен провинциальный Гельсингфорс. Город начали реконструировать и отстраивать и в 1819 году перевели туда все основные учреждения, в том числе и Банк Финляндии.
В период с 1840-х по 1890-е годы Банк Финляндии прошёл важнейшие этапы на пути превращения в центральный банк. Так в 1840 году была проведена реформа Банка Финляндии. В 1860 году, по указу императора Александра II, на территории Великого Княжества Финляндского была введена собственная валюта — финляндская марка, содержавшая четверть российского рубля. Через пять лет, в 1865 году, она была отделена от рубля и привязана к международному серебряному стандарту, а позднее, в 1877 году, к золотому.

## Функции
Банк Финляндии выполняет четыре основные функции:
1. проводит денежно-кредитную политику и ведёт исследования;
2. осуществляет банковские операции;
3. осуществляет общий контроль за устойчивостью финансовой системы;
4. поддерживает налично-денежный оборот в стране[5].

На основании закона 2008 года об антитеррористической деятельности и противодействии коррупции, банк может интересоваться степенью политической влиятельности своих клиентов.

## Организация
Руководящими органами Банка Финляндии являются Собрание парламентских банковских поверенных (Eduskunnan pankkivaltuusto, Bankfullmäktige) и Правление (Johtokunta). Правление отвечает за управление Банком, а Парламентское собрание банковских поверенных — за надзор за администрацией и деятельностью Банка и за другие уставные задачи.
Правление состоит из Председателя и не более пяти других членов. Председатель назначается Президентом на семилетний срок. Другие члены правления помимо Председателя назначаются Собранием парламентских банковских поверенных на пятилетний срок.
В состав Правления входят Олли Рен (председатель правления), Марья Нюканен (заместитель председателя правления) и Туомас Вялимяк. Элиза Ньюби является секретарем Совета.
Собрание парламентских банковских поверенных состоит из девяти членов, избираемых сеймом. Члены собрания парламентских банковских поверенных избирают Председателя и Заместителя председателя из числа самих.
В состав собрания парламентских банковских поверенных входят Антти Линдтман (председатель), Той Канкаанниеми (заместитель председателя), Мари Холопайнен, Калле Йокинен, Эско Кивиранта, Маркус Мустаярви, Петтери Орпо, Пиа Виитанен, Вилле Вяхамяки, Киммо Виролайнен и Энн Хедман.
Банк Финляндии насчитывает около 360 сотрудников и семь отделений. Количество сотрудников в Управлении финансового надзора составляет около 240.

## Управление рисками и контроль
Управление финансовыми активами, осуществление кредитно-денежной политики и операционная деятельность предопределяют возникновение рисков Банка Финляндии. Риски оцениваются и сдерживаются путём применения определенных механизмов на основе ежедневно обновляемой информации.
Портфель финансовых активов Банка Финляндии состоит из золотовалютных резервов, валютных инвестиций с фиксированным доходом инвестиций в акционерный капитал. Валютный риск — один из самых значительных рисков, связанных с финансовыми активами Банка Финляндии.
Управление рисками инвестиционной деятельности поручено совместно Управлению по управлению рисками и финансовому учёту и Департаменту банковских операций. Группа контроля за рисками и финансового учёта контролирует и анализирует балансовые риски и регулярно отчитывается по ним перед руководством Банка Финляндии. Управление рисками инвестиционной деятельности также несёт ответственность за управление рисками и финансовый учёт.
Управление рисками инвестиционной деятельности связано с выявлением, измерением и ограничением рисков. Инвестирование финансовых активов основано на инвестиционной политике, определённой Советом Банка Финляндии. Риски измеряются с использованием общепринятых методов оценки риска и на практике ограничены установлением подробных ограничений на инвестиционную деятельность. Риски также контролируются путём диверсификации сделок и инвестиций между несколькими контрагентами и эмитентами с помощью лимитов и путём расширения инвестиций в разных валютах.
Контроль рисков включает в себя мониторинг и оценку рисков и контроль за соблюдением лимитов риска. Отчёты о рисках производятся ежедневно, и возможные нарушения лимитов сообщаются независимо от инвестиционной деятельности.

## Главное здание банка
Проект здания был разработан немецким архитектором Людвигом Бонштедтом. Здание было построено в 1882 году. Дополнительное крыло здания построено в 1960-е годы.
Перед зданием банка находится памятник министру финансов и идеологу финского национального движения Йохану Снелльману, открытый в 1923 году. На пьедестале можно увидеть следы от бомбежки 1944 года.